# 権尚夏
権 尚夏（クォン・サンハ、けん しょうか、ハングル: 권상하、1641年 - 1721年9月2日）は、李氏朝鮮後期の文臣・性理学者。宋時烈と宋浚吉の弟子として後継者になった。老論の第2代領袖であり、老論学統の嫡統だった。字は致道、号は遂庵・寒水斎。諡号は文純。本貫は安東権氏。弟子の一人で後継者の権尚游の兄。

## 生涯
1660年（顕宗元年）彼は19歳で進士となったが、宋時烈・宋浚吉を師と性理学に心をこめており、宋時烈の高弟と後継者となった。1675年（粛宗元年）師宋時烈が1659年（孝宗10年）にあった慈懿大妃の服喪問題で徳源府に島流しされ、南人が勢力を伸ばしたとき、彼は忠清北道清風の山中で学問に励みながら弟子たちを集めて儒学を解説する一方、程朱の書籍を翻訳、校正した。
弟の権尚游は宋時烈と宋浚吉に学んでいる途中に二人の死にあい、その後、権尚夏から性理学を勉強した。
1686年（粛宗12年）10月に寒水斎を建設し、11月には悦楽斎を建て性理学の講学をした。1689年（粛宗15年）己巳換局に宋時烈が再び済州島で召喚されると、宋時烈の最後の道を同行した。同年宋時烈が井邑で死を賜ったとき、師匠の衣服と本を遺品に受け、彼は老論の2大党首となった。彼は宋時烈の遺言によって万東廟を清州に立て明の神宗・毅宗を祀り、宋時烈の意を奉じ大報壇を立てた。粛宗の寵愛を受けて右議政・左議政などに任命されたが、まもなく辞任した。李珥と成渾を開祖にして金長生と金集から宋時烈に継承された畿湖学派の指導者として、李珥が主張する"気発理乗一途説"を支持した。
彼は一生、師宋時烈の政敵だった許穆と尹鑴から敵のように思われた。韓元震と李柬が人物性偏在問題を議論するなか、彼は韓元震の学説を支持することで、議論がさらに拡大されて畿湖学派はついに分裂した。
文字と篆刻にもすぐれ、死後、忠州の楼巌書院、清風の黄岡書院、井邑の考巌書院、星州の老江書院、報恩の山仰祠、礼山の集成祠、松華の影堂などに祀られた。
文集に『寒水斎集』・『三書輯疑』などがある。

## 著作
- 寒水斎集
- 三書輯疑